# Maasella edwardsii
Maasella edwardsii is een zachte koraalsoort uit de familie Paralcyoniidae. De koraalsoort komt uit het geslacht Maasella. Maasella edwardsii werd in 1888 voor het eerst wetenschappelijk beschreven door de Lacaze-Duthiers. 